# Planigale tenuirostris
Planigale tenuirostris là một loài động vật có vú trong họ Dasyuridae, bộ Dasyuromorphia. Loài này được Troughton mô tả năm 1928.

## Hình ảnh

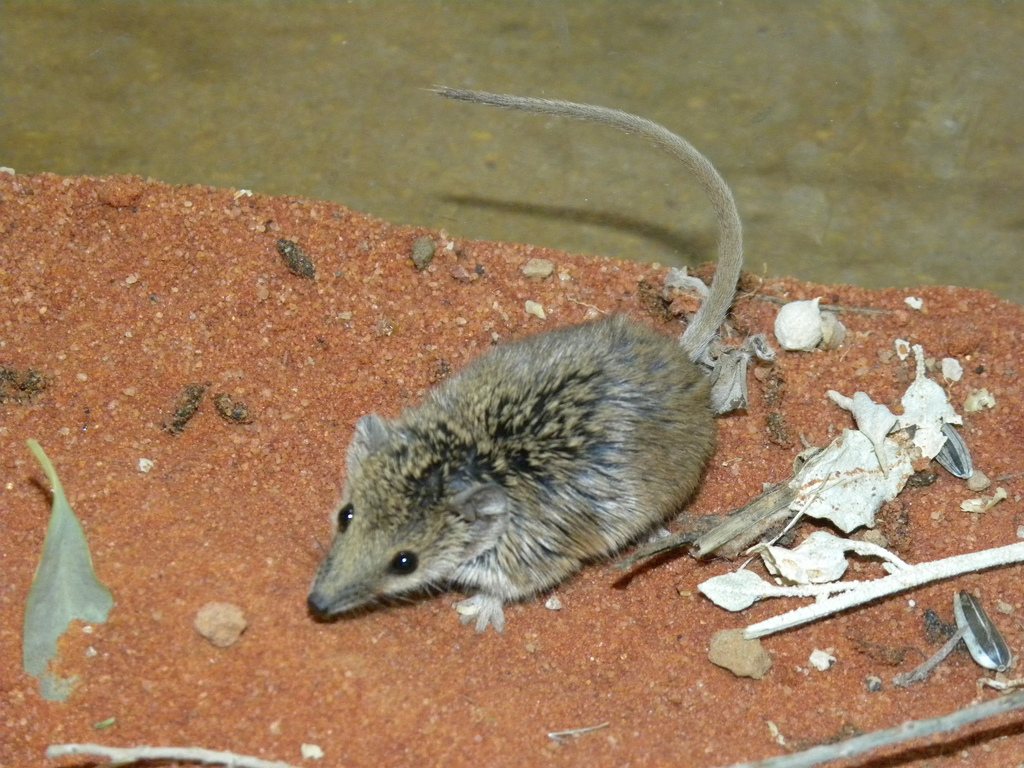